# 猫足

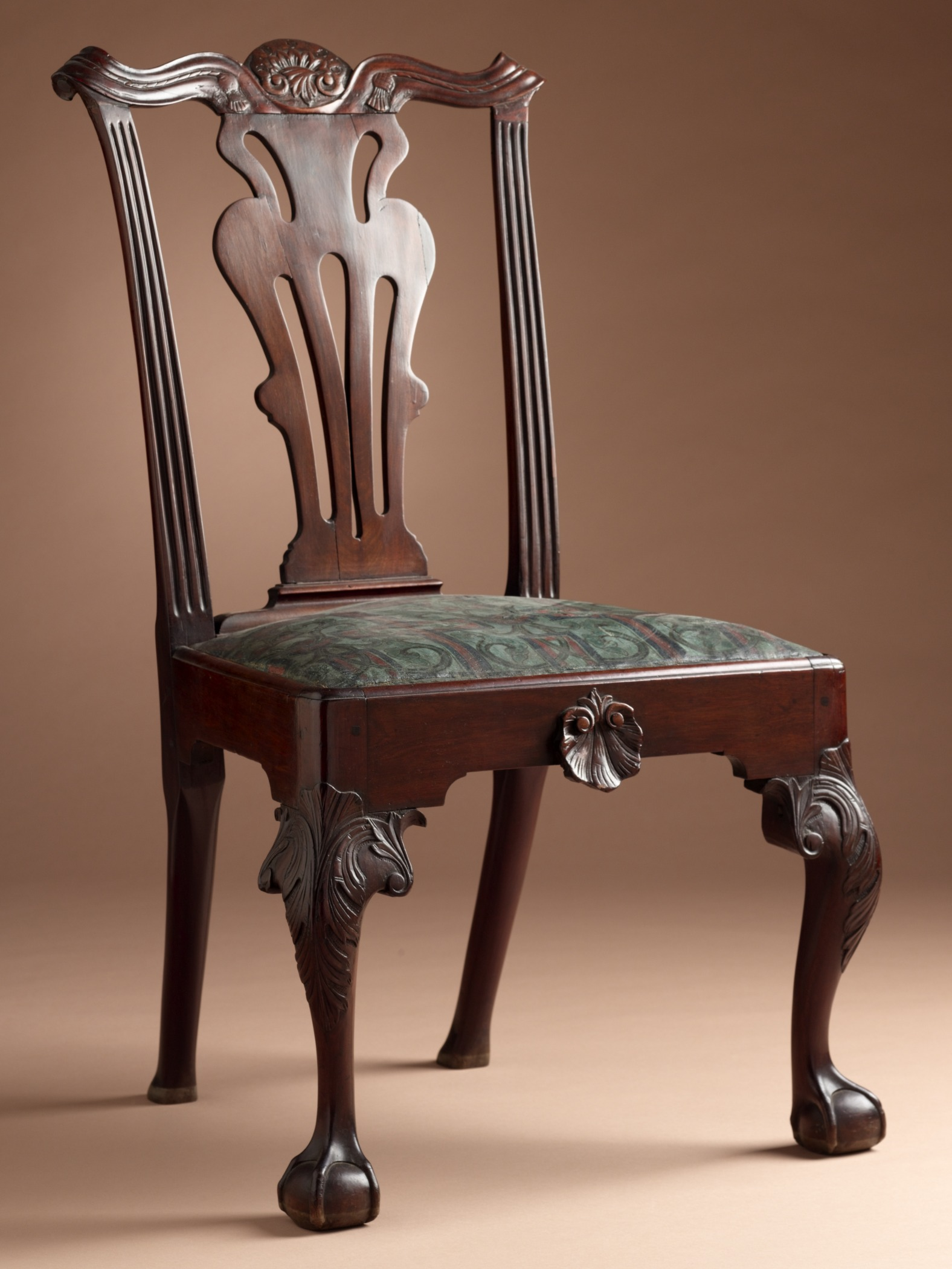
猫足の椅子

猫足（ねこあし 英:Cabriole legs）とは、テーブルや椅子などの家具の脚の下部を、特有の形状に湾曲させたデザインのこと。猫脚、カブリオールともいう。四足動物哺乳類の脚、特に有蹄動物の脚をまねたデザインを元としている。Cabrioleは、フランス語の「山羊のような跳躍」を意味する cabrioler を語源とする。
このデザインは、古代ギリシャや古代中国で見られたが、フランスやイギリス、オランダなどのヨーロッパでは18世紀初期に取り入れられた。主にロココ様式、イギリスのクイーン・アン様式、フランスの15世様式の椅子などに顕著な例が見られる。ヨーロッパではバロック・ルネサンス時代に、アカンサスをモチーフとした唐草文様の装飾が流行した。
また、生命力をイメージさせる天に向かって伸びる螺旋のデザインが、ルイ13世時代の家具デザインに好んで用いられた。ルイ14世の時代にはアカンサスを縦に引き延ばした波形が流行し、その造形が猫足のルーツとなった。ルイ15世の時代になると猫足はより優美に洗練され、椅子以外にもクローゼットやテーブルなどの脚部に盛んに取り入れられた。
19世紀後半には猫足のバスタブ(Clawfoot bathtub)がアメリカを中心に普及した。